# Henry Markram
Henry Markram (Sud-àfrica, 1962) és un neuròleg suís. Director i fundador del Blue Brain Project a l'École Polytechnique Fédérale de Lausana (Suïssa), un centre de recerca pioner que treballa en la reconstrucció virtual del cervell humà en un supercomputador. Expert en microsistemes de circuits neuronals, ha desenvolupat tècniques de recerca capdavanteres i ha estat autor de diversos descobriments científics de gran transcendència en aquest camp. Recentment ha treballat en el concepte de «computació líquida», una nova tècnica de registre informàtic a temps real de l'activitat neuronal. Igualment, ha destacat en la investigació de l'autisme, i ha estat coautor de la «Intense World Theory of Autism» que ha revolucionat la comprensió d'aquest trastorn. Actualment treballa en el disseny del Human Brain Project, futur successor del Blue Brain Project.